# 无鞭亚热溪蟹
无鞭亚热溪蟹（学名：Yarepotamon aflagellum）为溪蟹科亚热溪蟹属的动物。在中国大陆，分布于广西等地，主要生活于海拔100 米以及山溪支流小水体的石下。